# ビッグ・ボス (映画)
『ビッグ・ボス』（英: Capone）は、1975年公開のアメリカ映画。

## 概要
禁酒法時代にアメリカ最大のギャングとなったアル・カポネの伝記映画。当時の映画としては過激な性的表現や暴力描写があったため、劇場公開に当たって多くのシーンがカットされた。特にスーザン・ブレイクリーが性器を露出するシーンは、非ポルノ映画でそのような表現がなされた初のハリウッド映画とされる。

## キャスト
| 役名                 | 俳優                       | 日本語吹替                                                                            |
| 役名                 | 俳優                       | TBS版                                                                                 |
| -------------------- | -------------------------- | ------------------------------------------------------------------------------------- |
| アル・カポネ         | ベン・ギャザラ             | 内海賢二                                                                              |
| ジョニー・トーリオ   | ハリー・ガーディノ         | 穂積隆信                                                                              |
| ミス・クロフォード   | スーザン・ブレイクリー     | 太田淑子                                                                              |
| フランキー・イェール | ジョン・カサヴェテス       | 細井重之                                                                              |
| フランク・ニッティ   | シルヴェスター・スタローン | 青野武                                                                                |
| 不明 その他          |                            | 藤本譲 石井敏郎 村松康雄 山田栄子 長島涼子 広瀬正志 渡部猛 朝戸鉄也 野本礼三 幹本雄之 |
|                      |                            |                                                                                       |
| 演出                 | 演出                       | 田島荘三                                                                              |
| 翻訳                 | 翻訳                       | 山田実                                                                                |
| 効果                 |                            |                                                                                       |
| 調整                 |                            |                                                                                       |
| 制作                 | 制作                       | コスモプロモーション                                                                  |
| 解説                 | 解説                       | 荻昌弘                                                                                |
| 初回放送             | 初回放送                   | 1980年4月21日 『月曜ロードショー』                                                    |

※日本語吹替はDVD、BD収録